# Österrikiska folkpartiet

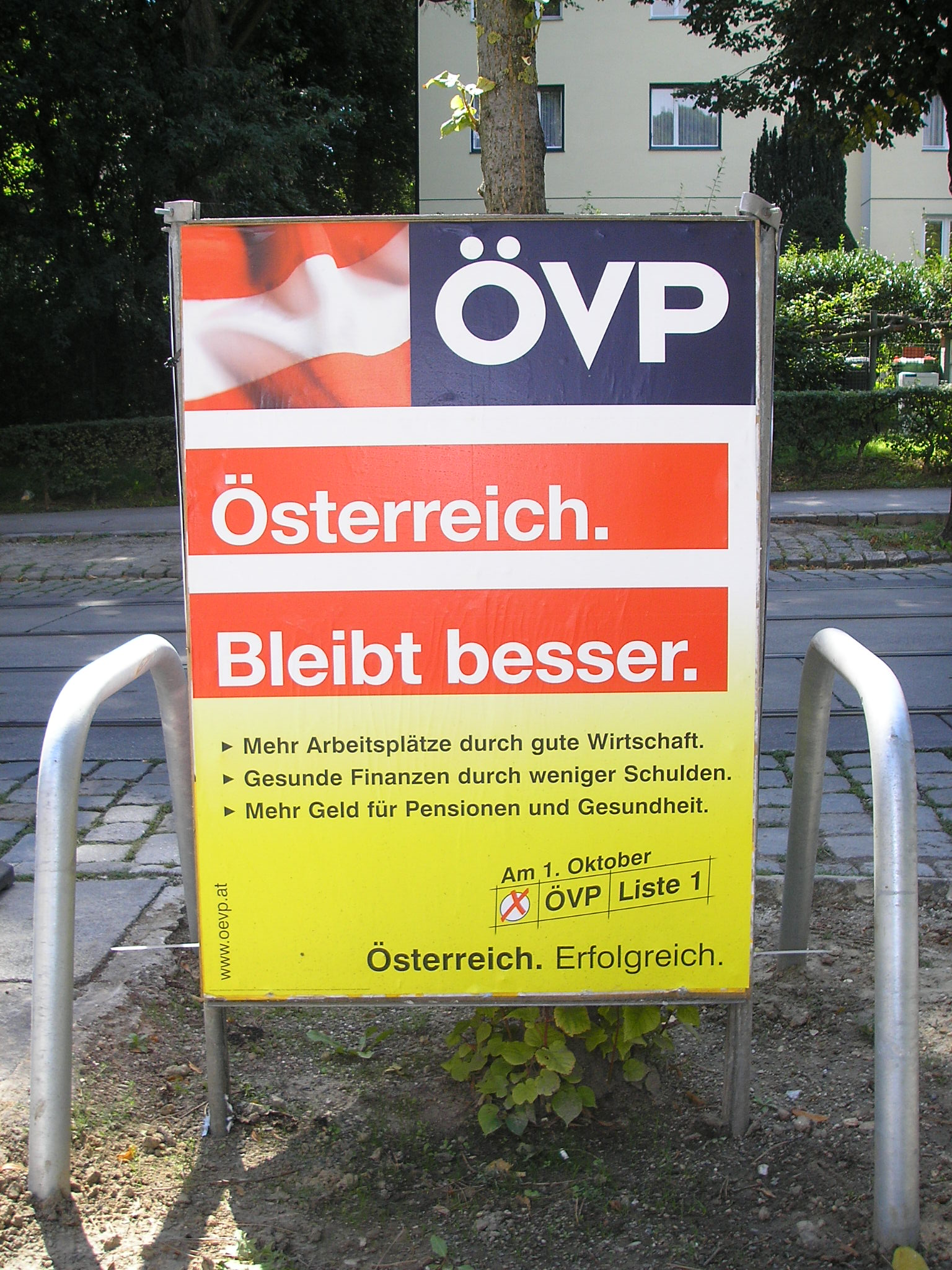
En av ÖVP:s valaffischer i september 2006

Österrikiska folkpartiet (ÖVP; tyska: Österreichische Volkspartei), är ett kristdemokratiskt, konservativt politiskt parti i Österrike. Partiets historiska föregångare är Kristligtsociala partiet (CS) som upplöstes 1933. Partiet har sitt starkaste fäste bland bönder, småföretagare, tjänstemän och pensionärer.

## Historia
Partiet bildades 17 april 1945. Mellan 1947 och 1966 ingick partiet i regeringen tillsammans med Socialdemokraterna (SPÖ) och hade även posten som förbundskansler. Mellan 1966 och 1970 hade partiet absolut majoritet och regerade ensamt. Mellan 1970 och 1986 var partiet i opposition. Från 1986 fram till 1999 bildade partiet åter regering tillsammans med SPÖ, denna gången innehade dock Socialdemokraterna förbundskanslerposten, vilket upprepade sig mellan åren 2007 till 2017. 1999-2005 ingick partiet i en regeringskoalition med det högerpopulistiska Frihetspartiet (FPÖ) och 2005-2006 med Alliansen för Österrikes framtid (BZÖ) under förbundskanslern Wolfgang Schüssel. Mellan december 2017 och maj 2019 regerade ÖVP åter tillsammans med FPÖ och med Sebastian Kurz som förbundskansler.

## Valresultat
| Val  | Andel         | Mandat   | Ref    |
| ---- | ------------- | -------- | ------ |
| 1945 | 49,8 procent  | 85 / 165 | [ 1 ]  |
| 1949 | 44,0 procent  | 77 / 165 | [ 2 ]  |
| 1953 | 41,3 procent  | 74 / 165 | [ 3 ]  |
| 1956 | 46,0 procent  | 82 / 165 | [ 4 ]  |
| 1959 | 44,2 procent  | 79 / 165 | [ 5 ]  |
| 1962 | 45,4 procent  | 81 / 165 | [ 6 ]  |
| 1966 | 48,3 procent  | 85 / 165 | [ 7 ]  |
| 1970 | 44,7 procent  | 78 / 165 | [ 8 ]  |
| 1971 | 43,1 procent  | 80 / 183 | [ 9 ]  |
| 1975 | 42,9 procent  | 80 / 183 | [ 10 ] |
| 1979 | 41,9 procent  | 77 / 183 | [ 11 ] |
| 1983 | 43,2 procent  | 81 / 183 | [ 12 ] |
| 1986 | 41,3 procent  | 77 / 183 | [ 13 ] |
| 1990 | 32,1 procent  | 60 / 183 | [ 14 ] |
| 1994 | 27,7 procent  | 52 / 183 | [ 15 ] |
| 1995 | 28,3 procent  | 52 / 183 | [ 16 ] |
| 1999 | 26,9 procent  | 52 / 183 | [ 17 ] |
| 2002 | 42,3 procent  | 79 / 183 | [ 18 ] |
| 2006 | 34,3 procent  | 66 / 183 | [ 19 ] |
| 2008 | 26,0 procent  | 51 / 183 | [ 20 ] |
| 2013 | 24,0 procent  | 47 / 183 | [ 21 ] |
| 2017 | 31,5 procent  | 62 / 183 | [ 22 ] |
| 2019 | 37,5 procent  | 71 / 183 | [ 23 ] |
| 2024 | 26,27 procent | 51 / 183 | [ 24 ] |

| Val  | Andel         | Mandat | Ref    |
| ---- | ------------- | ------ | ------ |
| 1996 | 29,6 procent  | 7 / 21 | [ 25 ] |
| 1999 | 30,7 procent  | 7 / 21 | [ 26 ] |
| 2004 | 32,7 procent  | 6 / 18 | [ 27 ] |
| 2009 | 30,0 procent  | 6 / 17 | [ 28 ] |
| 2014 | 27,0 procent  | 5 / 18 | [ 29 ] |
| 2019 | 34,6 procent  | 7 / 18 | [ 30 ] |
| 2024 | 24,52 procent | 5 / 20 | [ 31 ] |

## Partiledare
- 1945–1945: Leopold Kunschak
- 1945–1952: Leopold Figl
- 1952–1960: Julius Raab
- 1960–1963: Alfons Gorbach
- 1963–1970: Josef Klaus
- 1970–1971: Hermann Withalm
- 1971–1975: Karl Schleinzer
- 1975–1979: Josef Taus
- 1979–1989: Alois Mock
- 1989–1991: Josef Riegler
- 1991–1995: Erhard Busek
- 1995–2007: Wolfgang Schüssel
- 2007–2008: Wilhelm Molterer
- 2008–2011: Josef Pröll
- 2011–2014: Michael Spindelegger
- 2014–2017: Reinhold Mitterlehner
- 2017–2021: Sebastian Kurz
- 2021–2025: Karl Nehammer
- 2025–    : Christian Stocker (tf.)